# Monumento al Soldado Desconocido (Sofía)

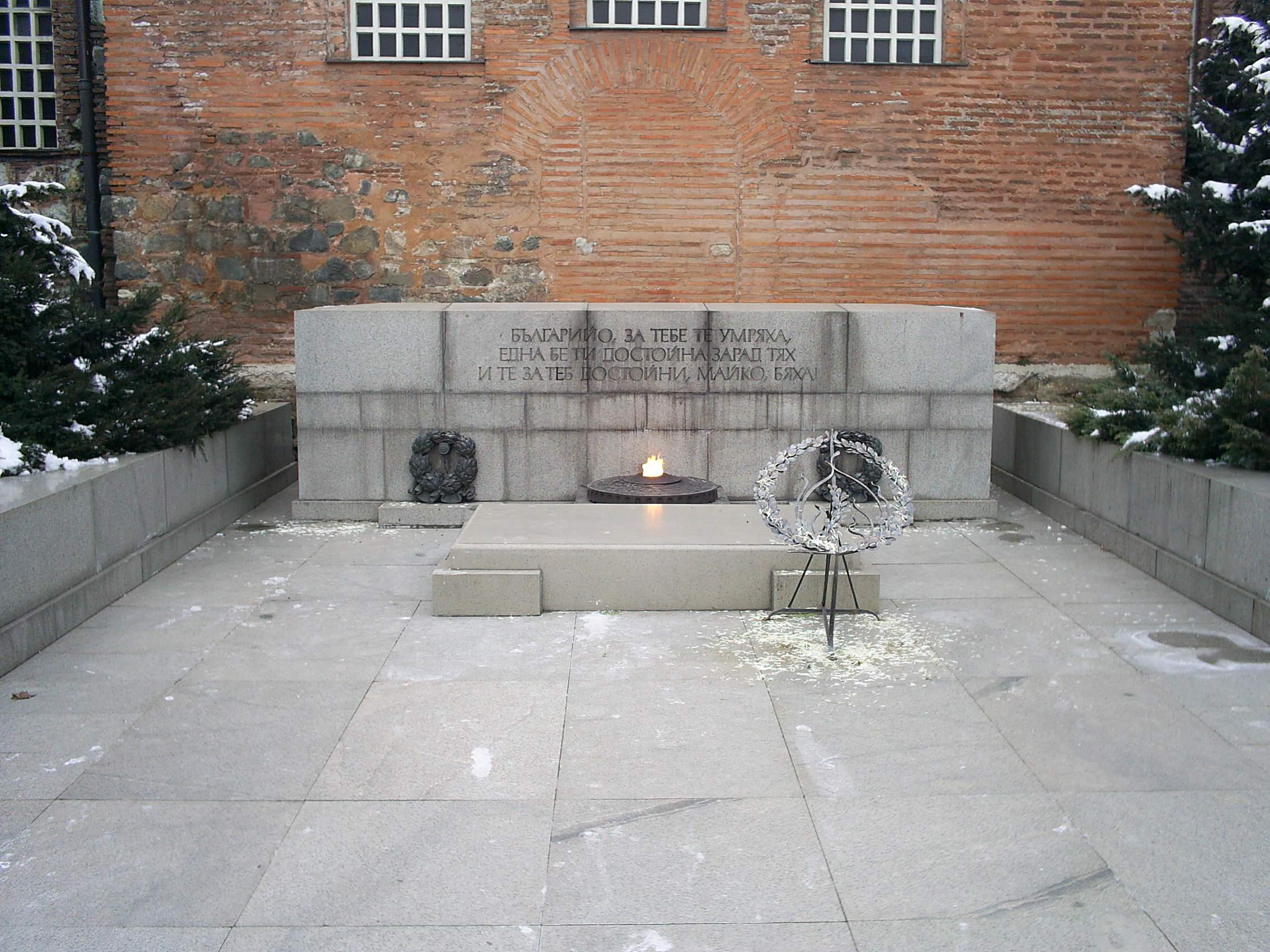
Monumento al soldado desconocido.

El Monumento al Soldado Desconocido (en búlgaro: Паметник на незнайния войн, Pametnik na neznayniya voyn) es un monumento situado en el centro de la ciudad búlgara de Sofía, justo al lado de la Iglesia de Hagia Sofía, en la calle París. El monumento conmemora los cientos de miles de soldados búlgaros muertos en las diferentes guerras. El monumento fue diseñado por el arquitecto Nikola Nikolov siendo inaugurado el 22 de septiembre de 1981.
Está compuesto por una llama eterna, turba de Stara Zagora y el Paso de Shipka, lugares en los que se celebraron dos de las más importantes batallas durante la Guerra Ruso-Turca (1877-1878) (la batalla de Stara Zagora y la Batalla del Paso de Shipka), una escultura de un león (símbolo nacional de Bulgaria) del escultor Andrey Nikolov y una inscripción que contiene un fragmento de un poema de Ivan Vazov:

БЪЛГАРИЙО, ЗА ТЕБЕ ТЕ УМРЯХА,

ЕДНА БЕ ТИ ДОСТОЙНА ЗАРАД ТЯХ

И ТЕ ЗА ТЕБ ДОСТОЙНИ, МАЙКО, БЯХА!
OH BULGARIA, POR TI ELLOS MURIERON,

UNA FUISTE TÚ, DIGNA PARA ELLOS

Y ELLOS PARA TI, MADRE, DIGNOS FUERON!